# Müncheberg
Müncheberg (pol. hist. Lubiąż) – miasto w Niemczech w kraju związkowym Brandenburgia, w powiecie Märkisch-Oderland, w połowie drogi między Berlinem a granicą z Polską.
31 grudnia 2008 miasto zamieszkiwało 7246 osób.
Historycznie stanowi część ziemi lubuskiej.

## Historia
Miejscowość została założona pomiędzy 1225 a 1232 przez cystersów przybyłych z Lubiąża na Śląsku, od którego wzięła nazwę Lubiąż, na ziemiach nadanych przez księcia krakowskiego i śląskiego Henryka Brodatego. Do 1241 miejscowość leżała w granicach księstwa wrocławskiego rozbitej dzielnicowo Polski. W latach 1241–1242 część księstwa lubuskiego. Od 1242 ponownie część księstwa wrocławskiego, a od 1248 część księstwa legnickiego pod panowaniem Bolesława II Rogatki. Intensywny rozwój sprawił, że już w 1245 miejscowość otrzymała prawa miejskie. W latach 1249–1252 miejscowość wraz z ziemią lubuską została sprzedana przez księcia Bolesława Rogatkę Brandenburgii. Po wygaśnięciu panującej w Brandenburgii dynastii askańskiej w 1319 wybuchła wojna o przynależność regionu. Ziemię lubuską zajął książę wołogoski Warcisław IV i w Choszcznie w obecności wysłanników miejskich nadał miastu szerokie przywileje. W 1324 miasto zostało ponownie włączone do Brandenburgii. W latach 1373–1415 wraz z Marchią Brandenburską we władaniu Królestwa Czech. W 1432 roku miasto najechali husyci. W XVII wieku miasto ucierpiało z powodu epidemii oraz wojny trzydziestoletniej. Od 1699 w mieście osiedlali się francuscy hugenoci. Już w 1701 Francuzi byli reprezentowani we władzach miejskich. Wkrótce później powstał kościół francuski. Francuska kolonia w mieście utrzymała się do czasów napoleońskich.
Od 1871 w granicach zjednoczonych Niemiec. W trakcie II wojny światowej zniszczenia miasta sięgnęły 85%. W 1945 roku wraz z położoną na zachód od Odry częścią ziemi lubuskiej Müncheberg znalazł się w radzieckiej strefie okupacyjnej Niemiec (wschodnia część po 696 latach powróciła w granice Polski). W 1949 Müncheberg został częścią NRD. Od 1990 w granicach Republiki Federalnej Niemiec. W latach 1992–1997 odbudowano zniszczony w trakcie II wojny światowej gotycki kościół Mariacki. W 2002 do miasta przyłączono szereg pomniejszych miejscowości w tym Trebnitz (pol. Trzebnica), które wzięło nazwę od śląskiej Trzebnicy.

## Demografia
| Rok  | Populacja |
| ---- | --------- |
| 1875 | 3 823     |
| 1890 | 3 856     |
| 1910 | 3 740     |
| 1925 | 4 284     |
| 1933 | 4 819     |
| 1939 | 4 946     |
| 1946 | 4 084     |
| 1950 | 5 243     |
| 1964 | 5 284     |
| 1971 | 5 294     |

| Rok  | Populacja |
| ---- | --------- |
| 1981 | 5 213     |
| 1985 | 5 062     |
| 1989 | 5 053     |
| 1990 | 4 969     |
| 1991 | 4 929     |
| 1992 | 4 941     |
| 1993 | 5 226     |
| 1994 | 5 527     |
| 1995 | 5 992     |
| 1996 | 6 017     |

| Rok  | Populacja |
| ---- | --------- |
| 1997 | 5 996     |
| 1998 | 5 872     |
| 1999 | 5 891     |
| 2000 | 5 823     |
| 2001 | 5 680     |
| 2002 | 7 814     |
| 2003 | 7 499     |
| 2004 | 7 471     |
| 2005 | 7 471     |
| 2006 | 7 418     |

| Rok  | Populacja |
| ---- | --------- |
| 2007 | 7 314     |
| 2008 | 7 246     |
| 2009 | 7 177     |
| 2010 | 7 150     |
| 2011 | 6 818     |
| 2012 | 6 722     |
| 2013 | 6 561     |
| 2014 | 6 785     |

## Zabytki
- Brama Kostrzyńska (Küstriner Torturm)
- Brama Berlińska (Berliner Torturm) z XIII w.
- Kościół Mariacki (gotycki) z XIII w.
- Mury miejskie
- Wieża ciśnień
- Dworzec kolejowy z drugiej połowy XIX w. i Buckower Kleinbahn
- Zamek w Jahnsfelde
- Kościół zamkowy w Jahnsfelde z XIII w.
- Dawna szkoła w Jahnsfelde
- Kamień półmilowy i kamień ćwierćmilowy w Jahnsfelde
- Pałac w Trebnitz z lat 1904-1910 z parkiem z 1730 r.
- Kościół luterański w Trebnitz (neogotycki) z drugiej połowy XIX w.
- Kościół w Hermersdorf z XIII w. (romański)
- Kościół w Münchehofe (romański)
- Kościół w Obersdorf z XIII w.
- Kościół w Eggersdorf z XIV w.
- Kościół w Hoppegarten z 1714 r.

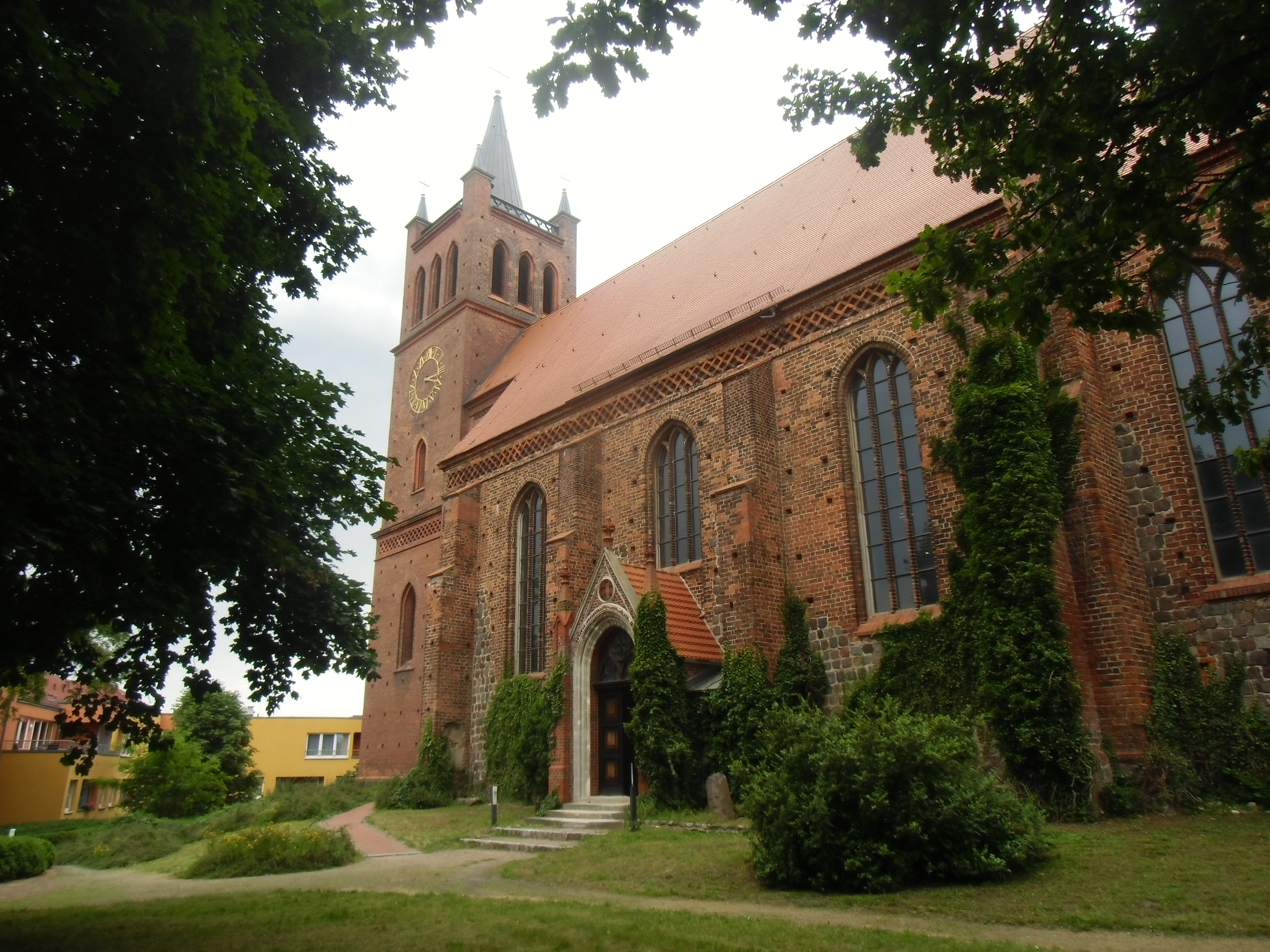
Kościół Mariacki
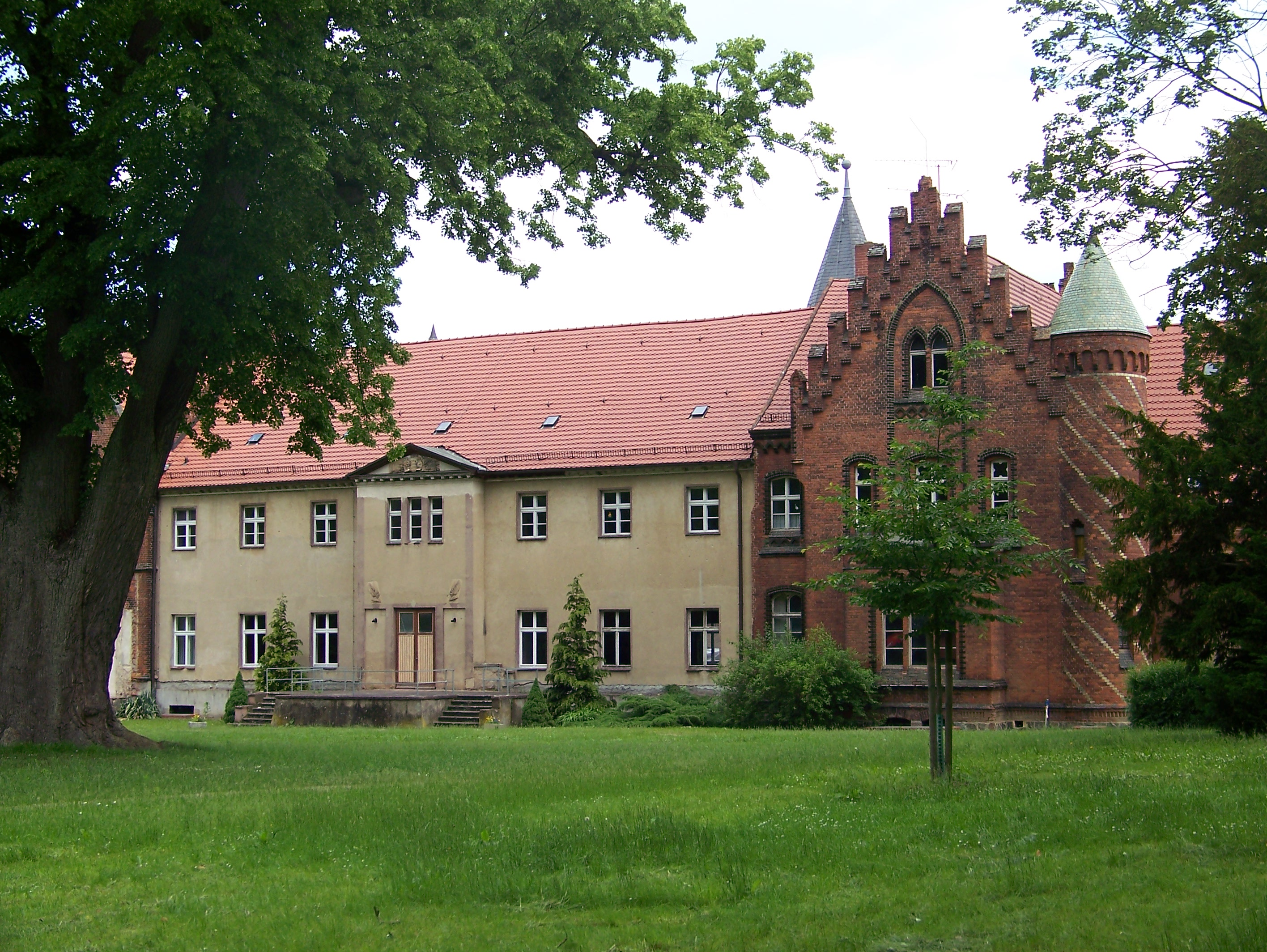
Zamek w Jahnsfelde
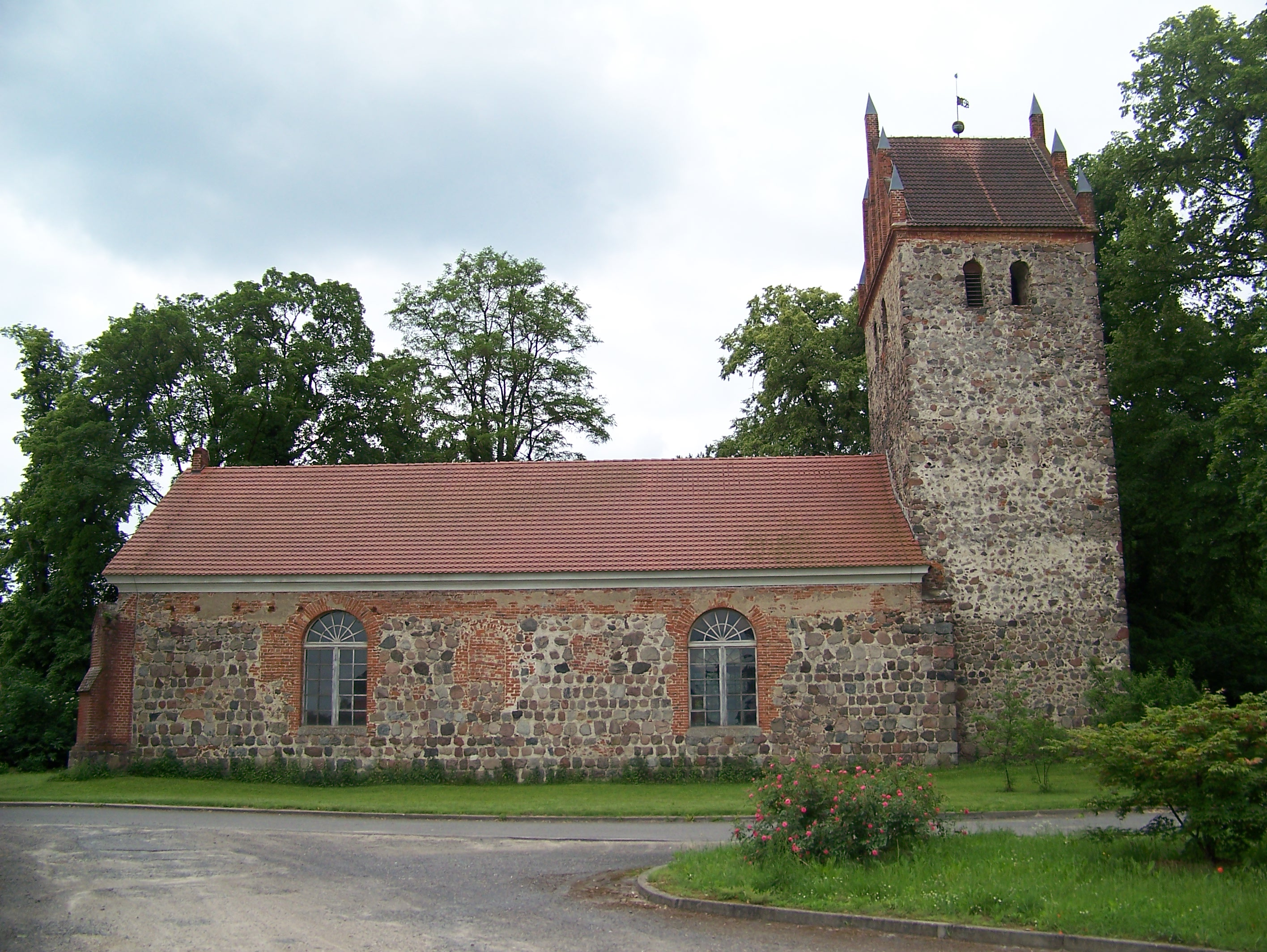
Kościół zamkowy w Jahnsfelde
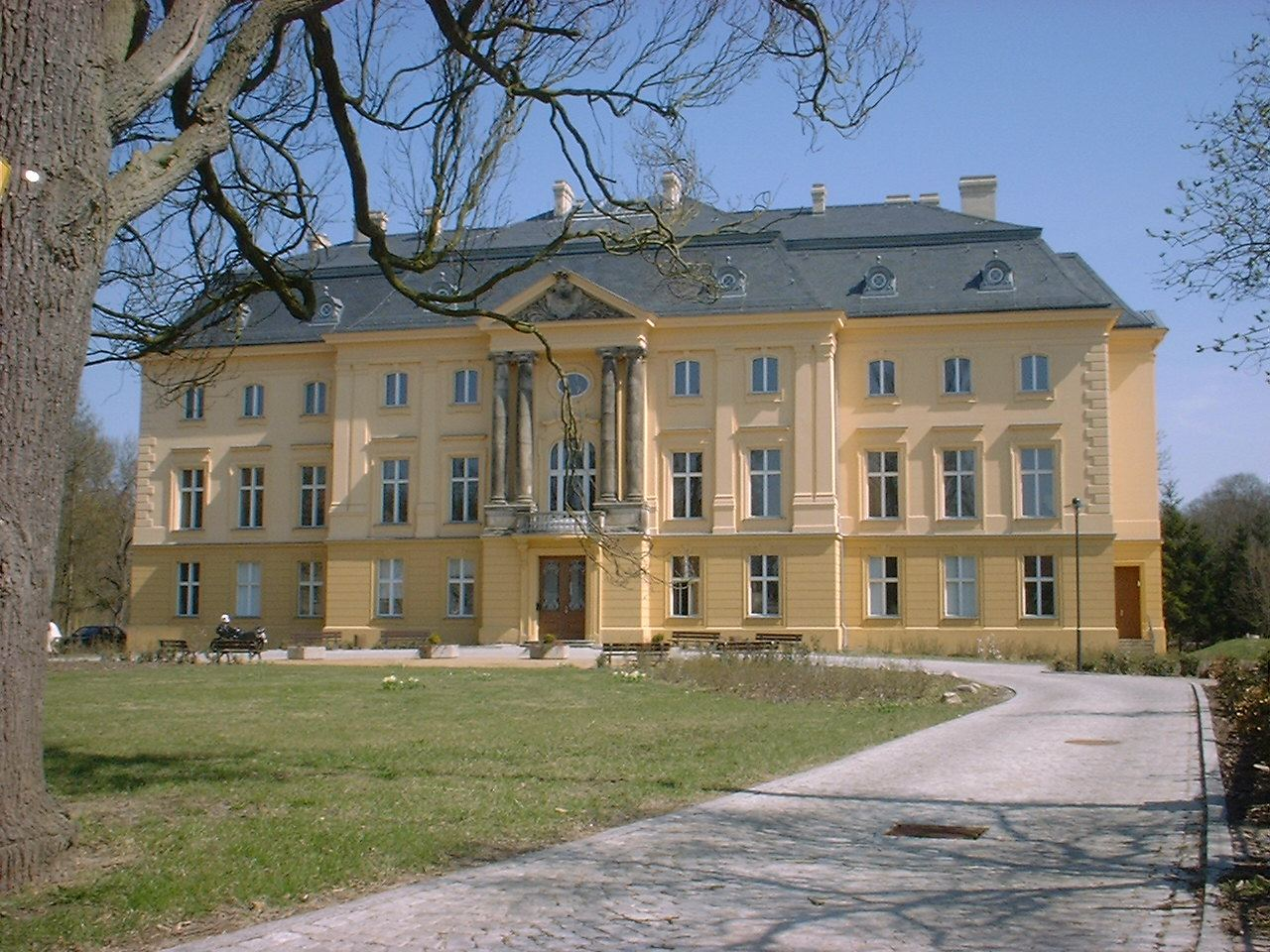
Pałac w Trebnitz
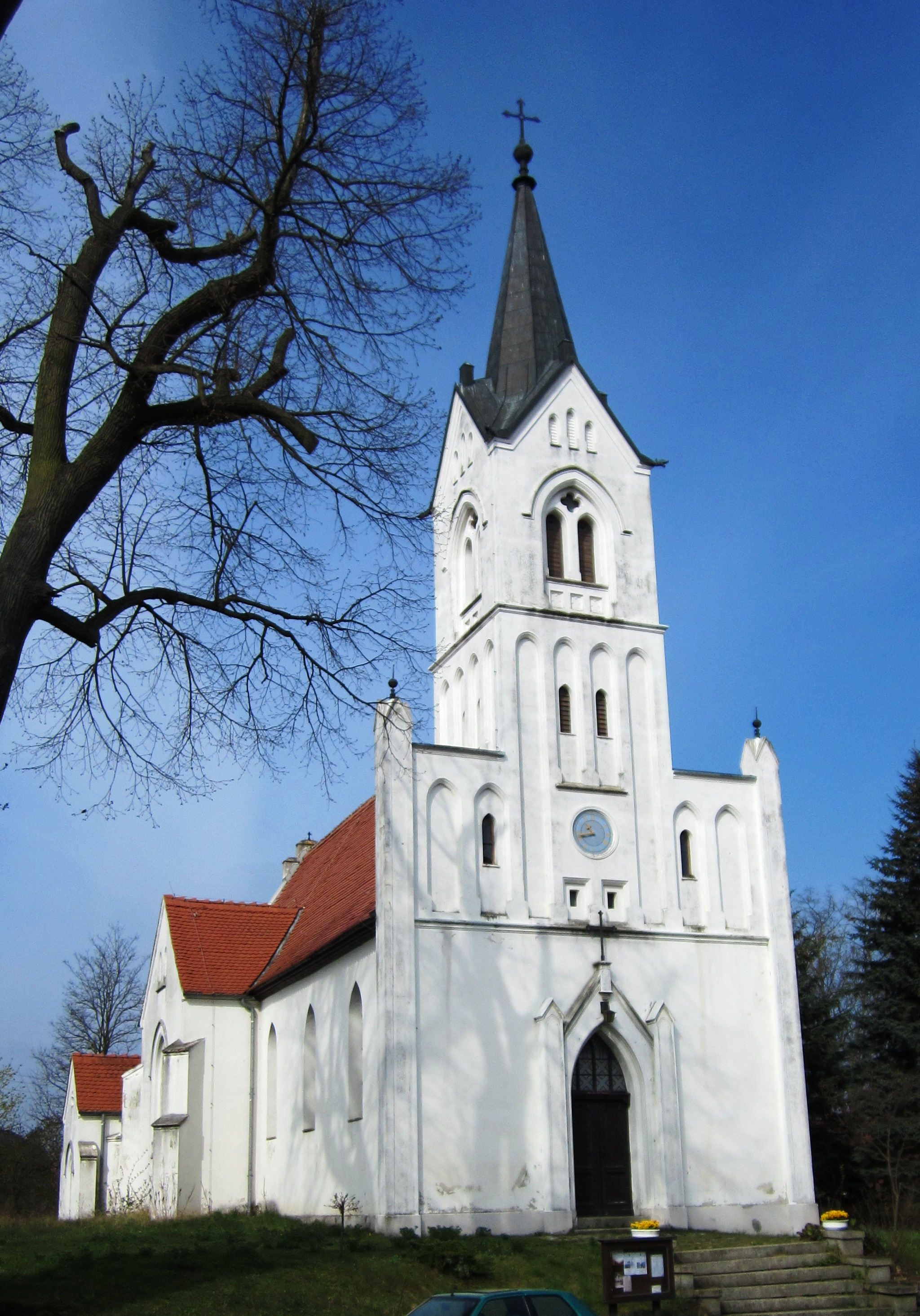
Kościół w Trebnitz
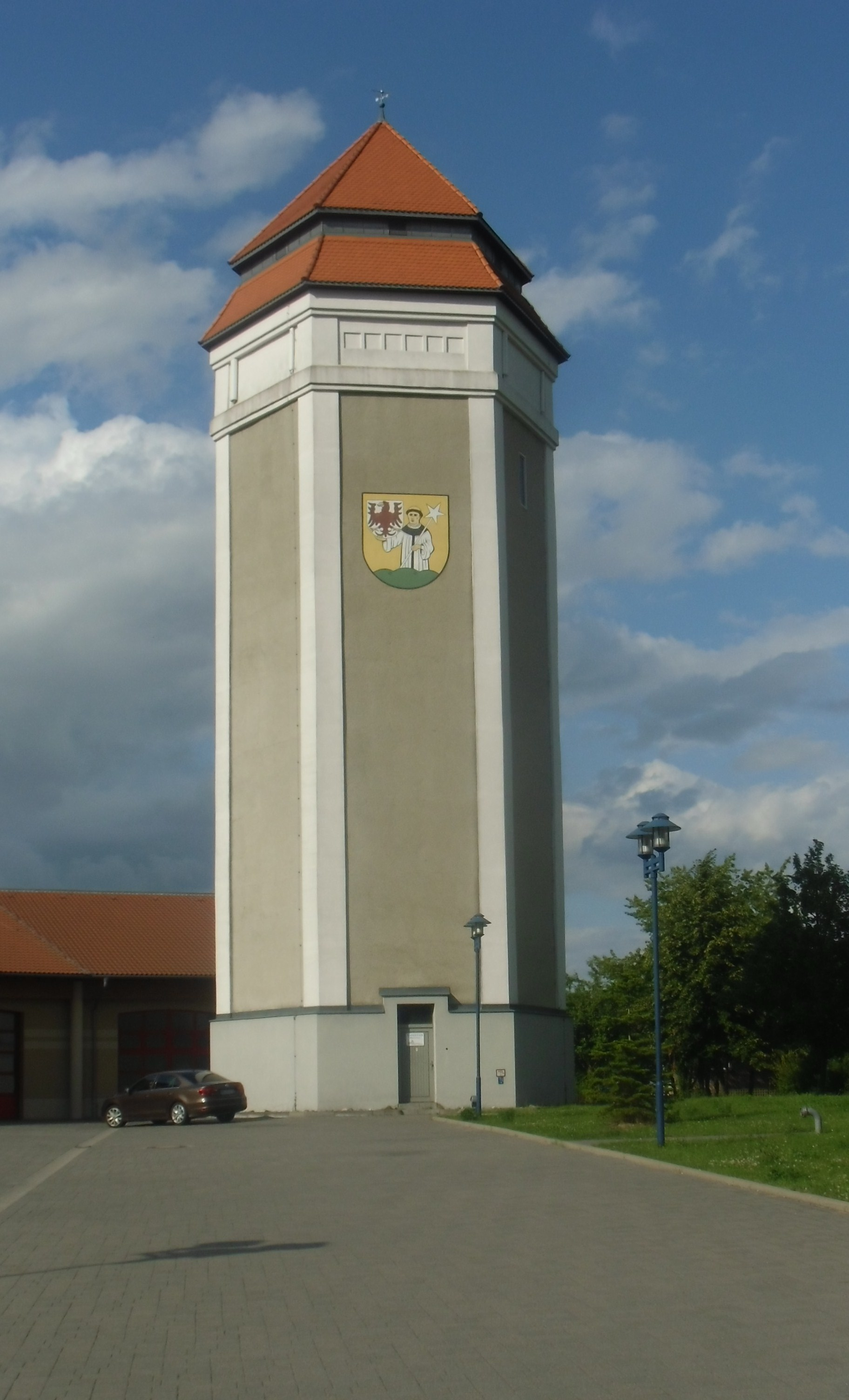
Wieża ciśnień

## Współpraca

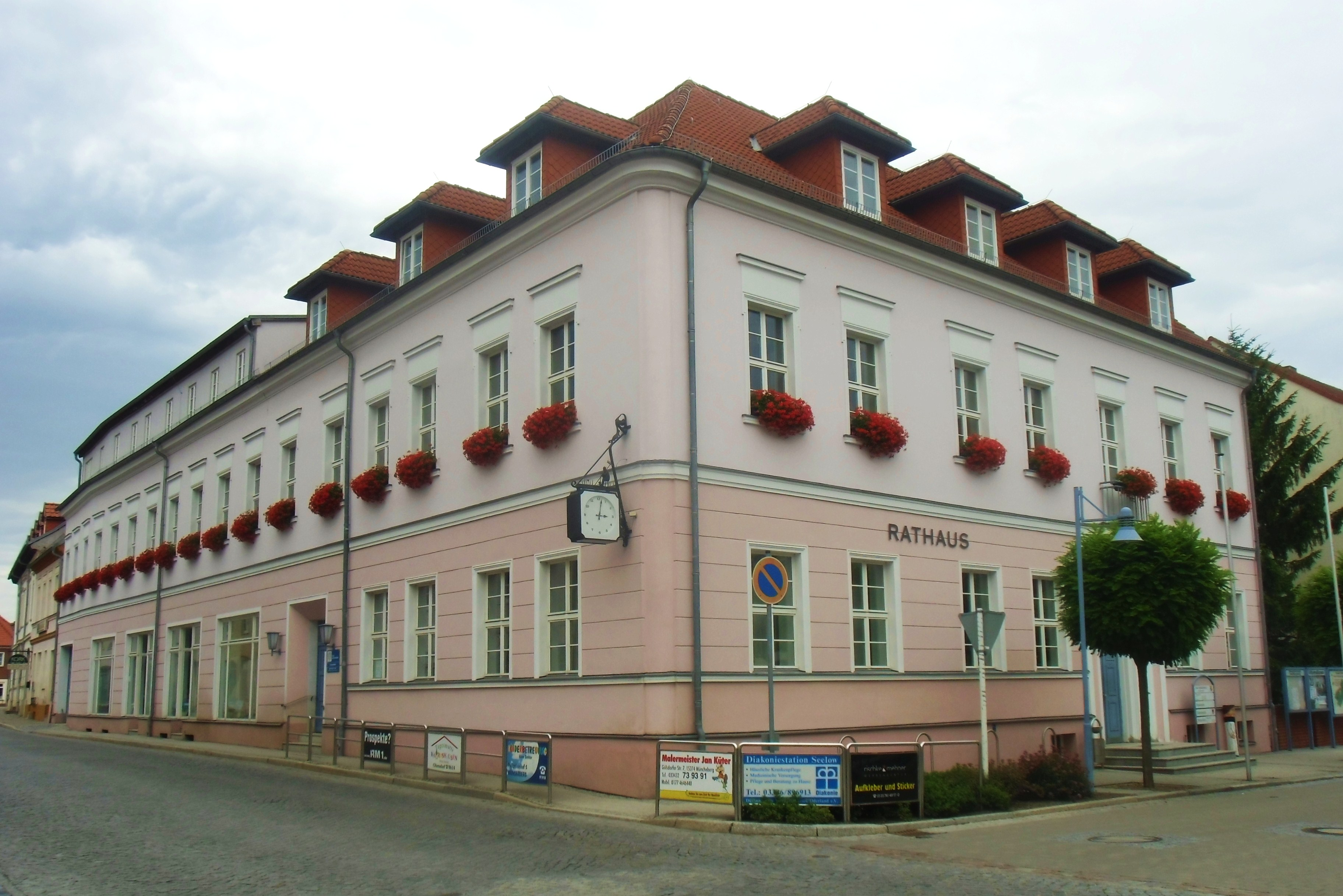
Ratusz

- Hohenwestedt, Szlezwik-Holsztyn
- Witnica, Polska[6]